# Raschid Gumarowitsch Nurgalijew

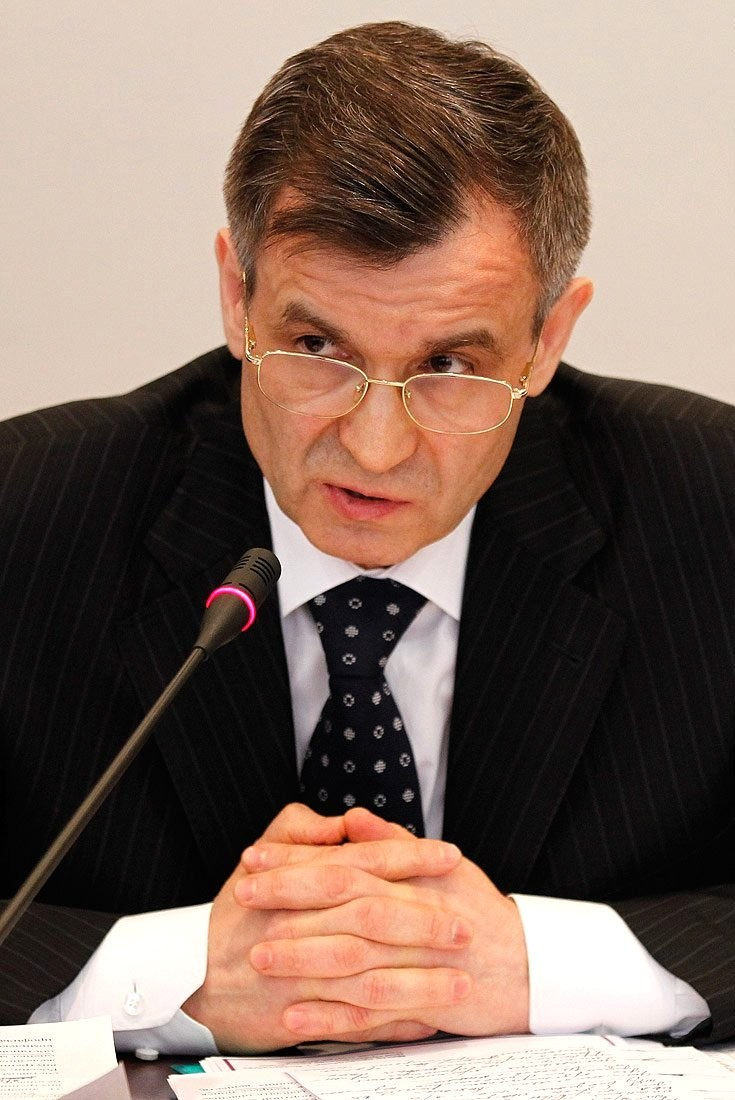
Raschid Nurgalijew bei einer Sitzung des Nationalen Antiterroristischen Komitees, 22. Februar 2011

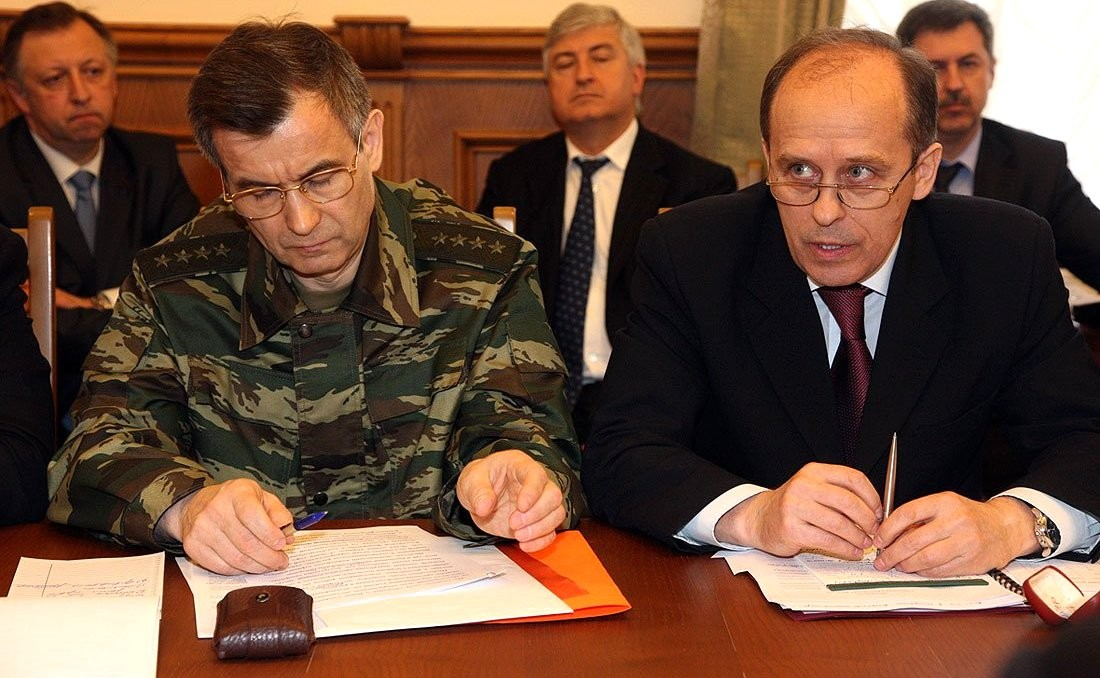
Innenminister Nurgalijew (links) und FSB-Direktor Bortnikow, 2010

Raschid Gumarowitsch Nurgalijew (russisch Рашид Гумарович Нургалиев, wiss. Transliteration Rašid Gumarovič Nurgaliev; * 8. Oktober 1956 in Schitiqara, Kasachische SSR) ist ein russischer Politiker und Armeegeneral. Von Januar 2004 bis Mai 2012 war er Innenminister der Russischen Föderation.

## Leben
Nurgalijew entstammt einer Offiziersfamilie und ist tatarischer Herkunft. 1979 machte er in der karelischen Stadt Petrosawodsk, mit der er sich bis heute heimatlich verbunden fühlt, sein Diplom im Fach Wirtschaftswissenschaften. 1981 trat er dem KGB bei und wurde Chef der Antiterrorabteilung der Republik Karelien. Von 1995 bis 2002 hatte er mehrere Ämter im Föderalen Spionageabwehrdienst (FSK) und dessen Nachfolger inne, dem Inlandsgeheimdienst FSB.
Von 2002 bis 2004 war Nurgalijew Erster Vize-Innenminister Russlands. Am 2. Januar 2004 wurde Nurgalijew russischer Innenminister. Er wurde in diesem Amt Nachfolger von Boris Gryslow, der anlässlich seiner Wahl zum Duma-Vorsitzenden zurückgetreten war.
Am 21. Mai 2012 stellte Ministerpräsident Dmitri Medwedew sein neues Kabinett vor. Nurgalijew gehörte ihm nicht mehr an. Als Nachfolger von Nurgalijew wurde Wladimir Kolokolzew ernannt. Nach seiner Entlassung bezeichneten die russischen Medien Nurgalijew als den „unbeliebtesten Innenminister der modernen russischen Geschichte“.
Seit dem 22. Mai 2012 ist Nurgalijew stellvertretender Sekretär des Sicherheitsrates der Russischen Föderation.
Nurgalijew ist verheiratet und hat zwei erwachsene Söhne. Sein älterer Sohn Maksim ist Offizier, sein jüngerer Sohn Raschid ist beim Geheimdienst FSB. Nurgalijew ist zudem bekennender Vegetarier und spielt seit seiner Kindheit Eishockey.
Seit Juni 2017 ist Nurgalijew Ehrenbürger der Stadt Petrosawodsk.
Im April 2022 wurde Nurgalijew auf eine Sanktionsliste der Vereinigten Staaten gesetzt.